# Annemieke Bes
Annemieke Bes (Groningen, 16 maart 1978) is een Nederlandse zeilster die op de Olympische Spelen in 2008 uitkwam in de Yngling-klasse en zilver veroverde. Ze is lid van zeilvereniging VW De Twee Provinciën in Haren en begon op 12-jarige leeftijd met de zeilsport. Annemieke Bes is eigenaar van 2 Be Sportive. Naast professioneel zeiler, coach en personal trainer, is Bes gastspreker en geeft ze presentaties bij bedrijven.

## Carrière
- Olympische Spelen 2004 In 2004 deed ze mee aan de Olympische Spelen in Athene in de Yngling met Annelies Thies en Petronella de Jong. Het trio haalde een vierde plaats.

- Olympisch Zilver in 2008 In 2008 nam ze samen met Mandy Mulder en Merel Witteveen weer deel in de Yngling-klasse op de Olympische Spelen van Peking in 2008. Ze veroverden het zilver achter het Britse team. Voor het veroveren van deze medaille ontving het trio in dat jaar de Conny van Rietschoten Trofee.

- Olympische Spelen in 2012  Vier jaar later volgde Bes' deelname aan de Olympische Spelen van 2012 in Londen. Bes voer op de nieuwe Olympische Elliott 6m in het matchrace-onderdeel, samen met Marcelien de Koning en Renée Groeneveld. Het trio strandde in de kwartfinale tegen Australië (1-3) en eindigde het toernooi als achtste.

### Volvo Ocean Race
- Volvo Ocean Race 2014-15

Bes maakte met Carolijn Brouwer en Klaartje Zuiderbaan deel uit van voorselectie van Team SCA, het Zweedse jacht dat deelneemt aan de Volvo Ocean Race 2014-2015 met een volledig vrouwelijke bemanning. In augustus 2013 nam ze met dit jacht deel aan de Fastnet Race, wat haar debuut in het zeezeilen was. Uiteindelijk viel ze af voor de definitieve selectie in de Volvo Ocean Race 2014-15.
- Volvo Ocean Race 2017-18

In mei 2017 wordt bekend gemaakt dat Annemieke Bes door Simeon Tienpont geselecteerd voor Team AkzoNobel. In totaal kent het team vier voormalig Volvo Ocean Race-winnaars: drievoudig winnaar Brad Jackson (Nieuw-Zeeland), Roberto Bermudez (Spanje), Joca Signorini (Brazilië) en Jules Salter (Verenigd Koninkrijk). Enkele weken voor de start van de Volvo Ocean Race stapt Bes over naar Team Sun Hung Kai. Ze streed in dit team met zeilers waar ze eerder ook de Sydney to Hobart Yacht Race mee zeilde. Bes behaalde met Scallywag de zesde plaats in de race.